# 阿部雅司
阿部 雅司（あべ まさし、1965年8月13日 - ）は、北海道留萌郡小平町出身のスキー・ノルディック複合の元選手、元指導者。1990年代に活躍し、オリンピックおよびノルディックスキー世界選手権の団体戦で3度金メダルを獲得した。
現在は北海道名寄市の特別参与と札幌オリンピックミュージアム名誉館長を兼任している。

## 略歴
小学1年でスキーを始め、当時の指導者の勧めで小学3年からジャンプ競技を開始。小平町立小平中学校に進学後、中学1年でノルディック複合に転向。3年連続全国大会出場の実績を残して、強豪・東海大学付属第四高等学校に進学した。高校3年時にはキャプテンに抜擢され、全日本選手権・少年組で優勝。インターハイと国体では2位となる活躍を見せた。宮様国際大会では本業の複合だけでなく、ジャンプ・ラージヒルとの二冠を達成する離れ業を演じた。
高校卒業後、1984年4月に東京美装興業に入社。同年から日本代表メンバーに選出される。1985年にワールドカップ初出場。1986年には全日本選手権と国体で優勝。1987年には全日本選手権連覇を達成、ワールドカップではキャリアハイを更新する6位に入って日本のエース格となった。
1988年カルガリーオリンピックで初の冬季五輪代表入りを果たしたが、個人31位、団体9位に終わった。その後一時不振に陥ったが復調し、1991年の世界選手権では団体で日本の複合では初の国際大会でのメダルとなる銅メダルを獲得。ワールドカップでは自己最高位となる2位に入り、W杯初の表彰台も経験した。1992年のアルベールビルオリンピックで自身2回目の冬季五輪代表入り。エースとして活躍が期待されたが、V字ジャンプへの移行が上手くいかず、個人30位に終わって団体のメンバーからは外された。その団体では日本の複合初となる優勝を達成、金メダルを獲得したため、団体メンバーが脚光を浴びる中、失意のどん底に突き落とされた阿部は引退することを決意していた。しかし、夫人の第一子（長男）妊娠が判明したこと、生まれてくる我が子にスキーをしている姿を見せてあげたいという思い、次の冬季五輪が変則日程で2年後に行われることから、引退を撤回して現役続行を決断した。
その後V字ジャンプを習得して、1993年の世界選手権では団体で世界選手権初の金メダルを獲得。そして、自身3回目の冬季五輪出場となった1994年のリレハンメルオリンピックでは個人で10位となり、団体では日本としては2大会連続、自身にとっては初となる金メダルを獲得。1995年の世界選手権団体でも2大会連続の金メダルを獲得し、1994年-1995年シーズンをもって現役を引退した。
引退後は東京美装スキー部コーチを務めながら、出向という形で2014年ソチオリンピックまで20年間日本代表コーチを務め、渡部暁斗らを指導した。代表コーチ退任後は東京美装に戻って社業に専念していたが、北海道名寄市からの誘いを受けて、2016年3月31日付で東京美装を退社。2016年4月1日付で北海道名寄市の特別参与に就任した。名寄市では主に冬季スポーツの振興に従事している。2020年4月からは、名寄市との兼務で札幌オリンピックミュージアム名誉館長を務めている。その一方で、NHKの冬季オリンピック中継やノルディックスキー世界選手権中継では解説を務めている。

## 主な競技成績

### オリンピック
- 1988年カルガリーオリンピック（ カナダ）
  - 個人31位、団体9位
- 1992年アルベールビルオリンピック（ フランス）
  - 個人30位
- 1994年リレハンメルオリンピック（ ノルウェー）
  - 個人10位、団体金メダル

### 世界選手権
- 1987年オーベルストドルフ（ ドイツ）
  - 団体7位
- 1991年ヴァル・ディ・フィエンメ（ イタリア）
  - 個人11位、団体銅メダル
- 1993年ファルン（ スウェーデン）
  - 個人6位、団体金メダル
- 1995年サンダーベイ（ カナダ）
  - 個人8位、団体金メダル

### ワールドカップ
- 準優勝2回、3位2回
- 1990-1991シーズン個人総合7位
- 1992-1993シーズン個人総合4位

### 国内大会
- 全日本スキー選手権大会ノルディックスキー・コンバインド優勝（1986年、1987年、1990年、1993年）
- 国体優勝1986年

## エピソード
- 自身2度目の出場となったアルベールビルオリンピックでは、ノルディック複合のリーダー格でありながら、団体チームのメンバーから外されてしまう。皮肉にも阿部以外の3名は日本初となる金メダルを獲得したが、その華やかな栄光の陰となった阿部は引退を考えていたという。しかし、現地からの電話で夫人の妊娠が判明し、自分には金メダルの代わりに子供を授けてくれたという思いから、わが子にスキーをしている姿を見せたいと考えて現役を続行。その後、V字ジャンプ習得に励み、93年の世界選手権団体で金メダルを獲得すると94年のリレハンメルオリンピック団体でも悲願の金メダルを獲得した[1]。このときの阿部はクロスカントリーで力走し、前走者河野が詰められた差をもう一度広げ、アンカーの荻原につなげるという素晴らしいものだった。阿部の苦労を間近で見てきた荻原と河野は表彰台にて阿部を肩車で持ち上げ、「阿部さんと金メダルを取れたのがうれしい」とコメントした[2]。

## 受賞
- 1994年度JOCスポーツ賞最優秀賞

## 著書
- 『やめねぇで、いがった －ノルディック複合に賭けた不屈のチャレンジャー－』 日本文化出版 （1994年12月）